# Doesn't Really Matter
"Doesn't Really Matters" es una canción de la cantante estadounidense Janet Jackson de la banda sonora de la película de 2000; El profesor chiflado II: La familia Klump  y su séptimo álbum de estudio, All for You (2001). Fue  escrita y producida por Jackson, Jimmy Jam y Terry Lewis. La pista fue enviada a la radio de éxito contemporáneo en los EE. UU, el 23 de mayo de 2000, después de que se filtrara una versión sin masterizar a varias estaciones de radio.  Es una canción alegre de electropop, R&B y dance con síncopa. Basada en un poema previamente descartado que escribió Jackson, la letra trata sobre el amor de su personaje cinematográfico por El Profesor.
La pista recibió críticas generalmente positivas de los críticos musicales, quienes elogiaron su sonido alegre y la voz entrecortada de Jackson. "Doesn't Really Matter" encabezó el Billboard Hot 100 durante tres semanas consecutivas, convirtiéndose en el noveno éxito del cantante en las listas estadounidenses. Fue el sencillo número 19 de Jackson en obtener la certificación de oro de la Recording Industry Association of America (RIAA), lo que la convierte en la tercera cantante, después de Madonna y Whitney Houston, en lograr esta hazaña. La canción alcanzó el puesto número cinco en la lista de singles del Reino Unido, convirtiéndose en el decimoquinto sencillo de Jackson en alcanzar el top 10 en el Reino Unido. También alcanzó su punto máximo entre los 10 primeros en Canadá, Dinamarca, Polonia, Italia y España.
El vídeo musical dirigido por Joseph Kahn se asemeja a un entorno abstracto y futurista basado en la cultura japonesa. Cuenta con un AIBO, un prototipo del Acura CL-X, ropa que se transforma y una secuencia de baile en una plataforma inclinada. La producción del vídeo costó más de 2,5 millones de dólares (equivalente a 4,4 millones de dólares en 2023), lo que lo convierte en uno de los vídeos musicales más caros de todos los tiempos. Para promocionar el sencillo, Jackson lo interpretó en el programa de televisión británico Top of the Pops y en los MTV Video Music Awards 2000. La canción también se interpretó durante cuatro de las giras de conciertos de la cantante y su residencia en Las Vegas de 2019, Janet Jackson: Metamorphosis.